# Лангенальтгайм
Лангенальтгайм (нім. Langenaltheim) — громада в Німеччині, розташована в землі Баварія. Підпорядковується адміністративному округу Середня Франконія. Входить до складу району Вайсенбург-Гунценгаузен.
Площа — 39,05 км2. Населення становить 2234 ос. (станом на 31 грудня 2020).